# USS LST-910
O USS LST-910 foi um navio de guerra norte-americano da classe LST que operou durante a Segunda Guerra Mundial.